# آيت بوهو (لكعيدة)
آيت بوهو هو دُوَّار يقع بجماعة سيدي حسين، إقليم خنيفرة، جهة بني ملال خنيفرة في المملكة المغربية. ينتمي الدوّار لمشيخة لكعيدة التي تضم 5 دواوير. يقدر عدد سكانه بـ 1133 نسمة حسب الإحصاء الرسمي للسكان والسكنى لسنة 2004.

## وصلات خارجية
- البوابة الوطنية للجماعات الترابية
- المندوبية السامية للتخطيط